# Коморская летучая лисица
Коморская летучая лисица, или летучая лисица Ливингстона (лат. Pteropus livingstonii) — вид крыланов рода летучих лисиц. Встречается только на двух из Коморских островов. Это один из наиболее крупных представителей рода. Видовое латинское название дано в честь шотландского исследователя Африки Давида Ливингстона (1813—1873).

## Описание
Масса летучей лисицы — около 700 г, размах крыльев может достигать 1,8 м, в среднем около 1,4 м.

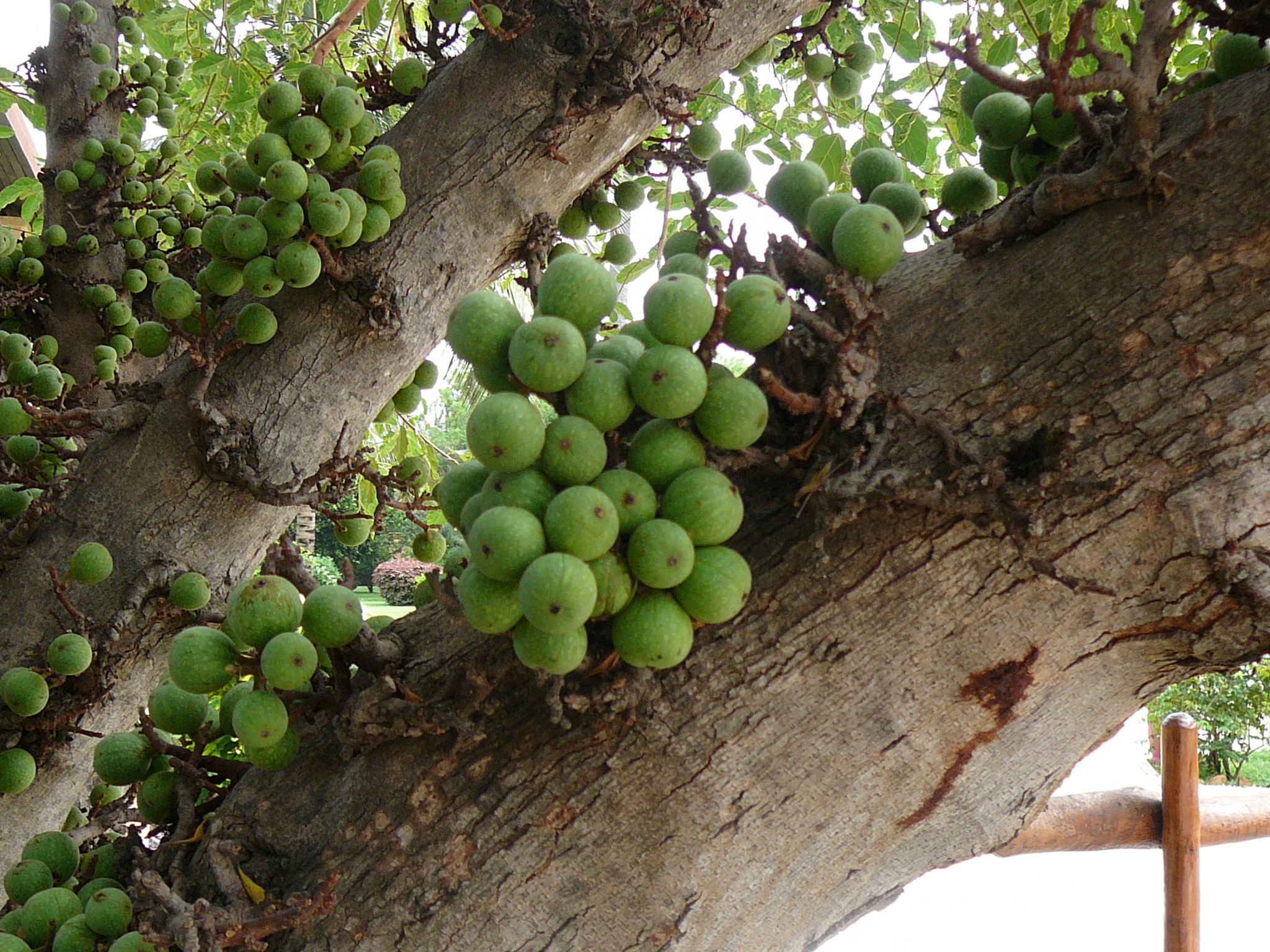
Жёлтый фикус — пища летучих лисиц

Предпочтительная среда обитания — туманный лес на высоте 850—1100 м. Питается фруктами, такими как фикус жёлтый (Ficus lutea).
Летучие лисицы не слишком хорошо летают, редко взмахивая крыльями, но они хорошо планируют и могут набирать высоту, используя восходящие потоки теплого воздуха. Летучие лисицы активны и днём, и ночью.
Потомство появляется в сухой сезон (июль — сентябрь), беременность длится 4-5 месяцев, детёныши становятся самостоятельными через 3-6 месяцев. Обычно самка рождает одного детёныша в год.

## История
Коморская летучая лисица была впервые описана в XIX веке. Тогда предполагалось, что вид «в изобилии» встречается на острове Анжуан. В начале и первой половине XX века его изучению не уделялось много внимания, только в 1970-х годах была отмечена малая численность вида, порядка нескольких сотен. В 1981 году коморская летучая лисица была впервые обнаружена на острове Мвали. В 1992 году численность вида оценивалась в 152 особи в 3-х колониях на Анжуане и одной на Мвали.
Разрушение среды обитания вследствие вырубки и циклонов — серьёзная угроза популяции вида, из-за которой он внесён в Красную книгу как находящийся в критическом состоянии.
В 1994 году под руководством негосударственной организации Action Comores начала действовать программа по учёту и сохранению вида. В результате этой программы отмечен стабильный рост численности вида и количества колоний. В 2003 году численность вида оценивалась в 1 200 особей в как минимум 20 колониях, в основном на Анжуане. Эффективным методом сохранения вида является высадка фруктовых деревьев, так как даже небольшие участки плодоносящих деревьев привлекают большое количество летучих лисиц.